# Tectònica de pell fina

Un exemple de tectònica de pell fina pot trobar-se a les zones externes de plecs i encavalcaments que flanquegen a la zona axial dels Pirineus

La tectònica de pell fina és un dels estils de deformació tectònica que pot tenir lloc en situacions d'escurçament de l'escorça continental, caracteritzat per l'apilament d'encavalcaments que afecten principalment a la coberta sedimentària i en menor mesura al basament cristal·lí. El terme es contraposa al de tectònica de pell gruixuda, estil de deformació que presenta fractures d'escala cortical.
L'estil de deformació de pell fina és típic dels cinturons de plecs i mantells de corriment que voregen alguns orògens, particularment quan existeixen bons nivells d'enlairament, com a capes de lutites o evaporites